# Downtown Dubai

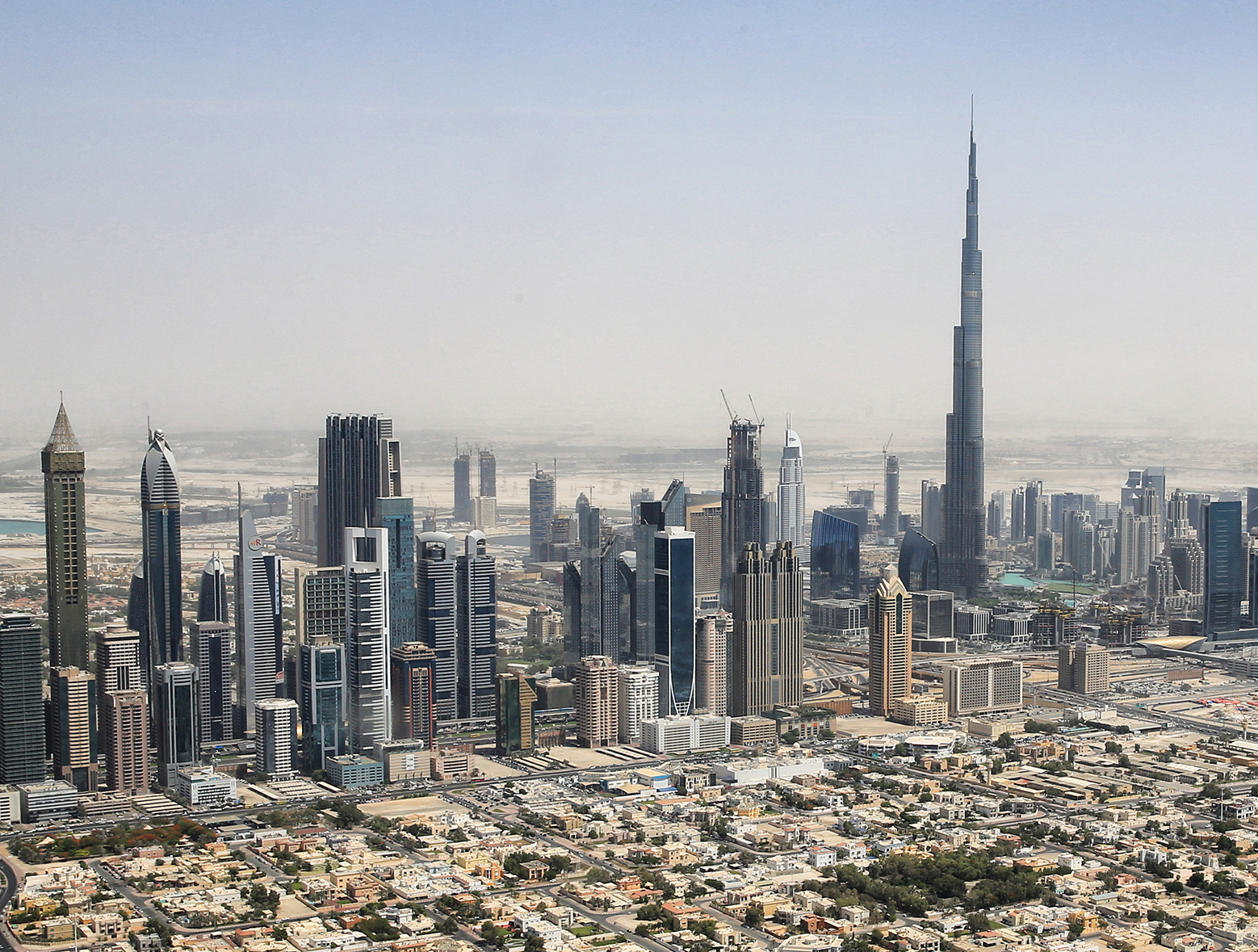
Skyline von Downtown Dubai, 2015

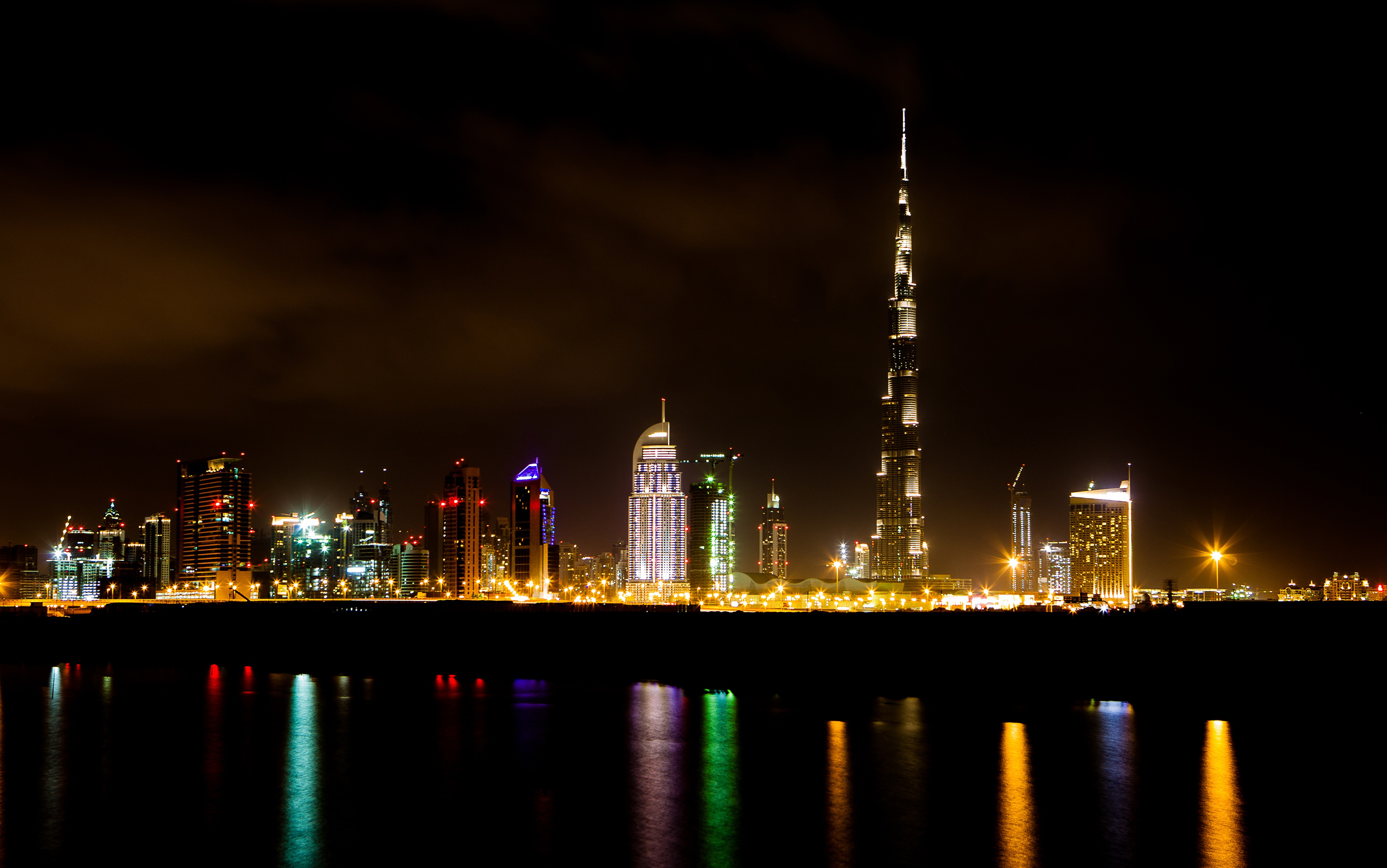
Downtown Dubai bei Nacht, 2011

Downtown Dubai ist ein Stadtviertel in Dubai, Vereinigte Arabische Emirate, dessen Mittelpunkt der Burj Khalifa ist, welcher mit einer Höhe von 828 Meter das höchste Gebäude der Welt ist.
Auf rund 700 Hektar Fläche entstanden Apartments, Bürobauten und Hotels überwiegend in Hochhäusern und Wolkenkratzern. Downtown Dubai liegt südlich und direkt neben der Sheikh Zayed Road.
Das engere Downtown Dubai soll die historisch gewachsene Dubaier Downtown beidseitig der nördlichen Creekufer entlasten. Im Zentrum der Urbanisation sorgen künstliche Wasserflächen für Abwechselung und räumliche Gliederung. Bereits fertig ist die niedrig gehaltene „Old Town“, ein im Stil altarabischer Zentren gebautes Quartier mit Luxuscharakter. Im künstlichen See nahe der Dubai Mall wurde im Frühjahr 2009 eine der größten Springbrunnenanlage der Welt eröffnet: 275 Meter lang mit bis zu 150 Meter hohen Fontänen, die als musikuntermalte Kaskaden von 6600 Lichtern und 50 Farbprojektoren mit rund 1,5 Millionen Lumen angestrahlt werden. Diese Anlage kann bei voller Pumpleistung ständig mindestens 80 Kubikmeter Wasser in der Höhe halten.
Die im November 2008 eröffnete Dubai Mall ist ebenfalls Teil dieses Projekts, dessen gesamte Baukosten mit 20 Milliarden US-Dollar veranschlagt werden. Auch das im Jahr 2008 vollendete Hochhaus The Address Downtown Dubai mit 306 Metern Höhe befindet sich in Downtown Dubai. Im Nordwesten des Mall-Komplexes befindet sich das Dubai Mall Hotel.
Seit Januar 2010 fährt die Metro Dubai – Station Burj Khalifa/Dubai Mall – dieses Gebiet an.